# Chionaema carmina
Chionaema carmina är en fjärilsart som beskrevs av Cerny 1993. Chionaema carmina ingår i släktet Chionaema och familjen björnspinnare. Inga underarter finns listade i Catalogue of Life.